# Jagodkina
La Jagodkina (in russo Ягодкина?) è un fiume della Russia siberiana orientale, affluente di destra dell'Enisej. Scorre nel Territorio di Krasnojarsk.
Il fiume ha origine dalla confluenza dei due rami sorgentiferi Jagodkina di sinistra (Левая Ягодкина) e Jagodkina di destra (Правая Ягодкина). Scorre in direzione nord-occidentale, nel basso corso in una zona a tratti paludosi. Ha una lunghezza di 112 km e il suo bacino è di 1 050 km². Sfocia nell'Enisej a 2 201 km dalla foce.